# 莫斯科河畔區
莫斯科河畔区（俄語：район Замоскворечье）是莫斯科中央行政区的一个行政区，位于克里姆林宫南，拥有莫斯科河畔区历史城区的东部，以及花园环路以南的一些地区。面积4.32平方公里，人口55,293人。它与亚基曼卡区、丹尼洛夫卡区、塔甘卡区和特维尔区接壤。区内著名设施有帕韦列茨站和特列季亚科夫画廊。